# Кентон (станція)
51°34′54″ пн. ш. 0°18′59″ зх. д. / 51.581667° пн. ш. 0.316389° зх. д.

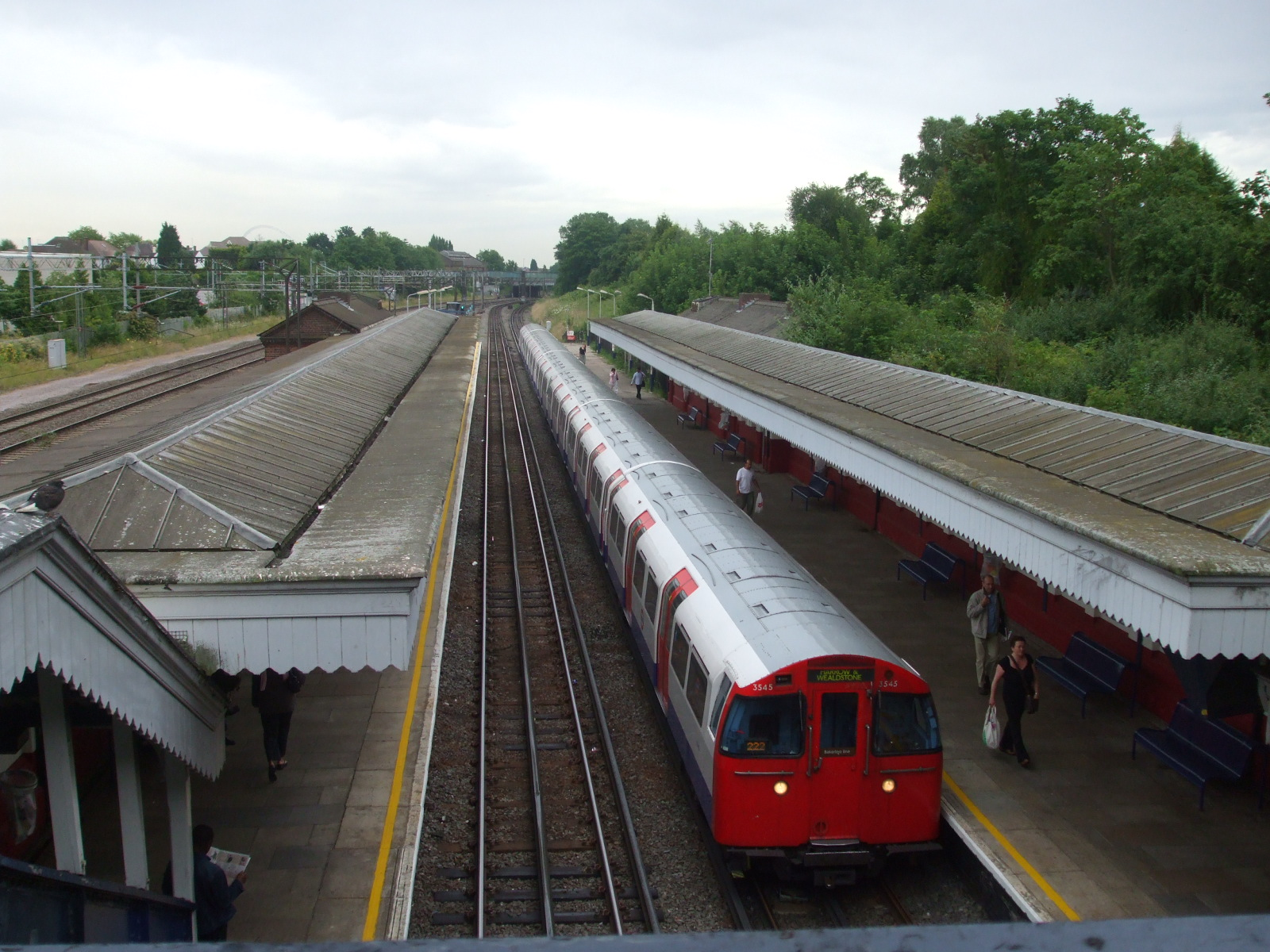
Платформи станції Кентон

Кентон (англ. Kenton) — станція Watford DC line London Overground та лінії Бейкерлоо Лондонського метрополітену, станція розташована у 4-й тарифній зоні, на Кентон-роуд у Кентоні, півнчно-західний Лондон. На Watford DC line та Бейкерлоо станція розташована між Саут-Кентон та Герроу-енд-Велдстон. В 2017 році пасажирообіг станції становив для Бейкерлоо — 2.07 млн. осіб, для Watford DC line — 1.089 млн. осіб.
15 червня 1912 — відкриття станції.

## Пересадки
- на автобуси оператора London Buses маршрутів:  114, 183, 223, H9, H10, H18, H19
- у кроковій досяжності знаходиться метростанція Нортвік-парк.

## Послуги
| Попередня станція | Лінія                            | Лінія                             | Лінія | Наступна станція    |
| ----------------- | -------------------------------- | --------------------------------- | ----- | ------------------- |
| Саут-Кентон       |                                  | London Overground Watford DC line |       | Герроу-енд-Велдстон |
| Саут-Кентон       | Лондонське метро лінія Бейкерлоо |                                   |       | Герроу-енд-Велдстон |